# Nymphaeaceae

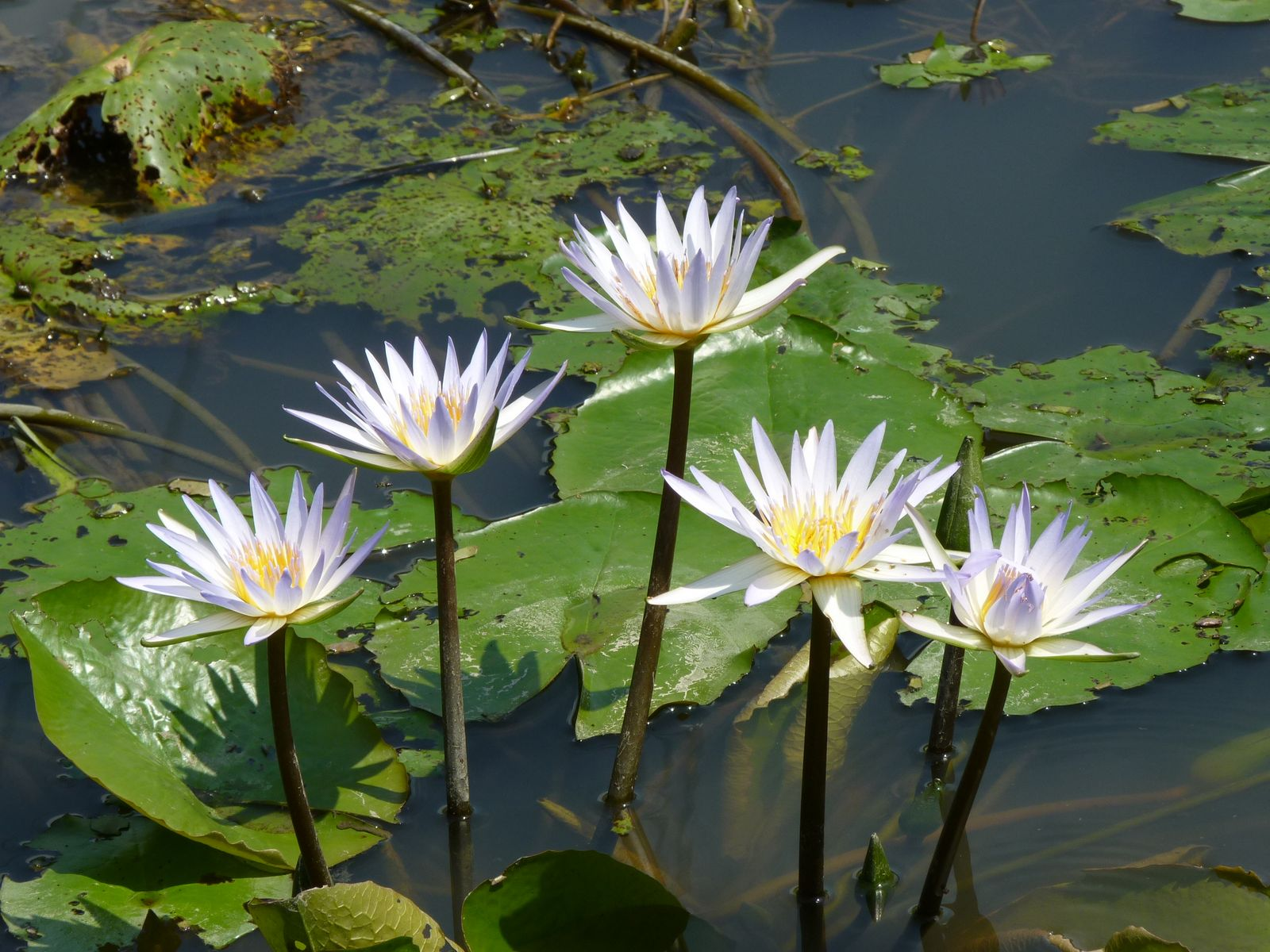
Nymphaea nouchali.

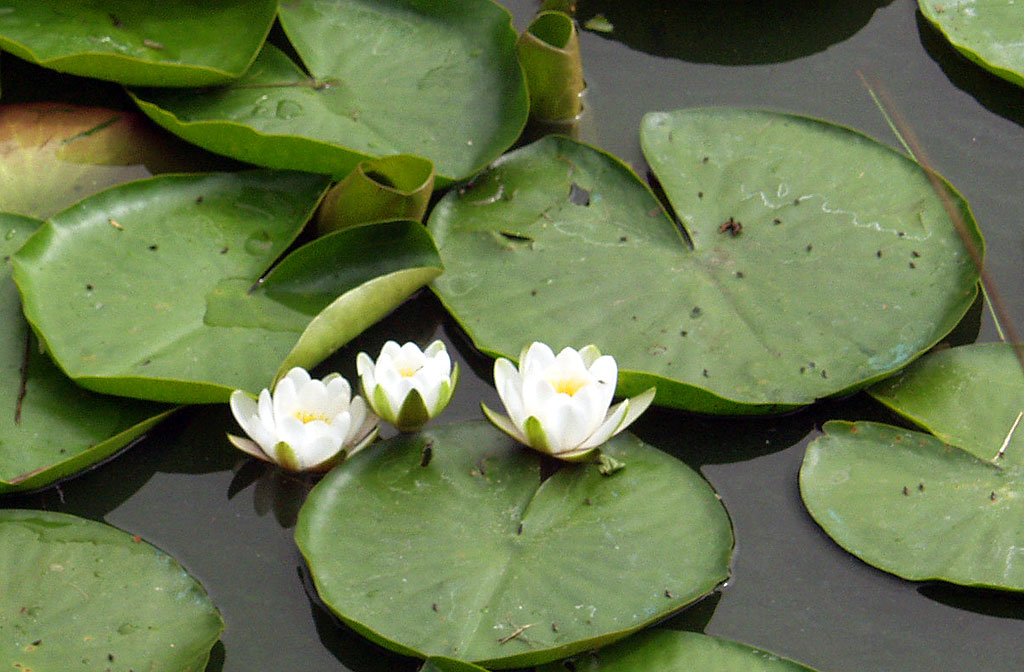
Nymphaea alba (nenúfar-branco).

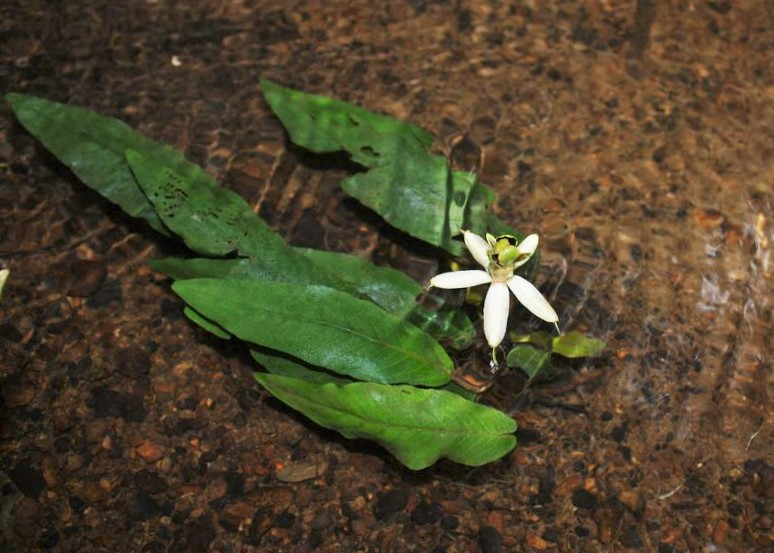
Espécime de Barclaya longifolia em flor, Tailândia.

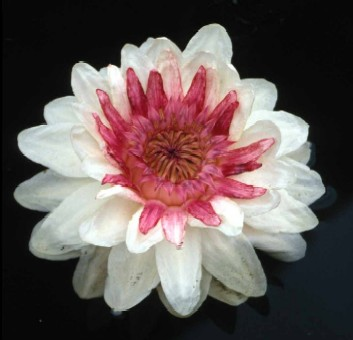
Flor de Victoria cruziana.

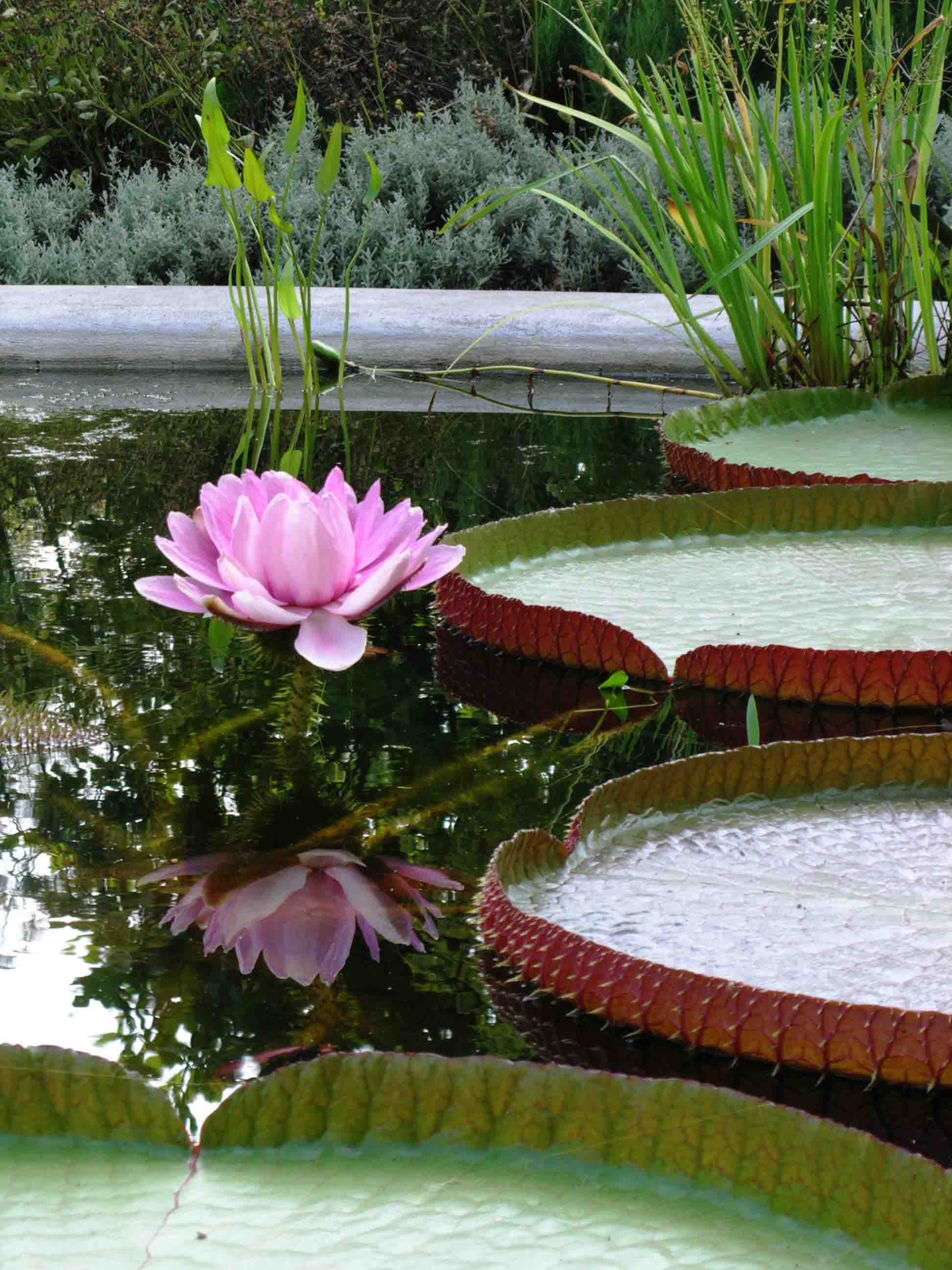
Folhas e flores de Victoria boliviana.

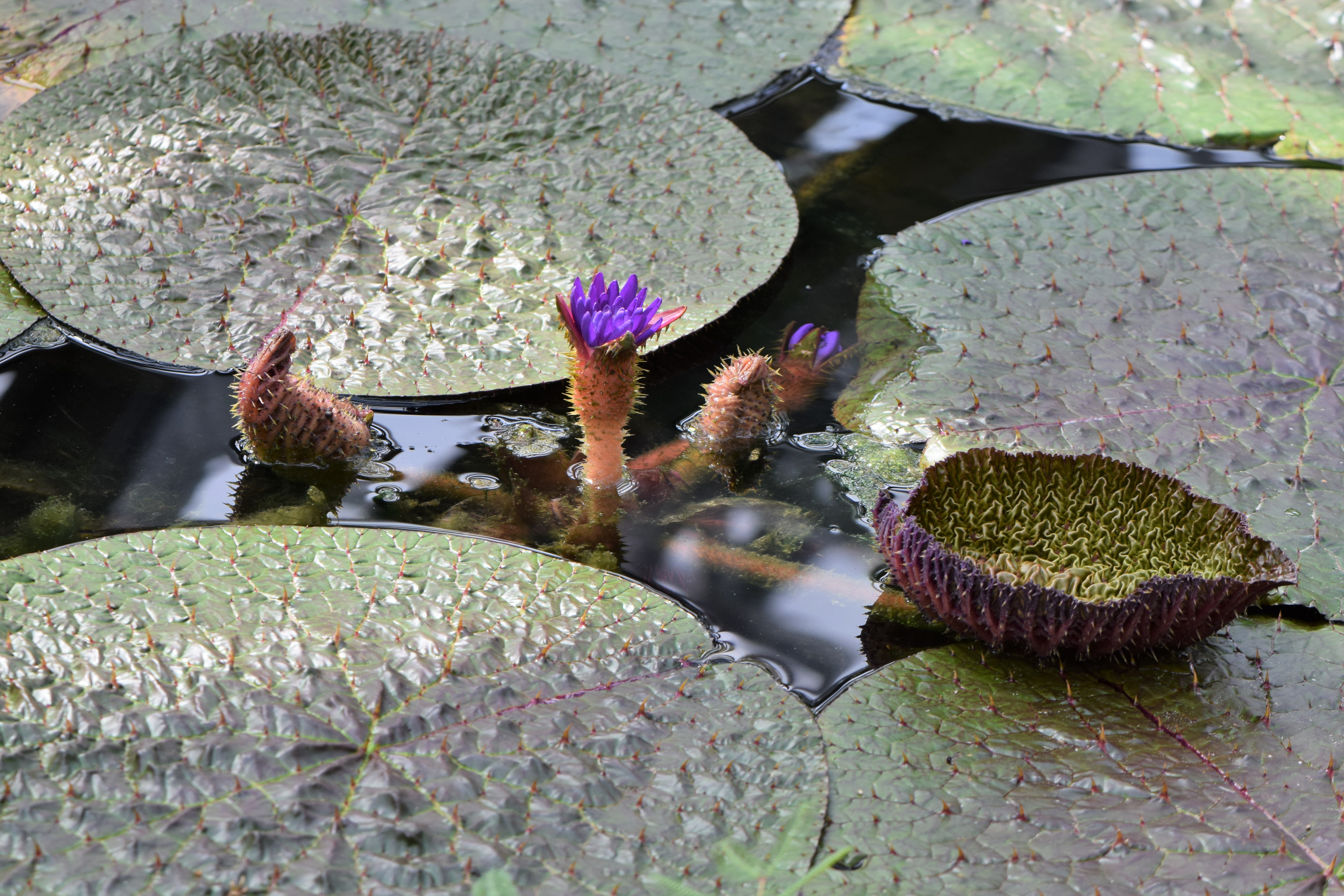
Flor de um espécime de Euryale ferox cultivado no Botanischer Garten Berlin-Dahlem, Alemanha.

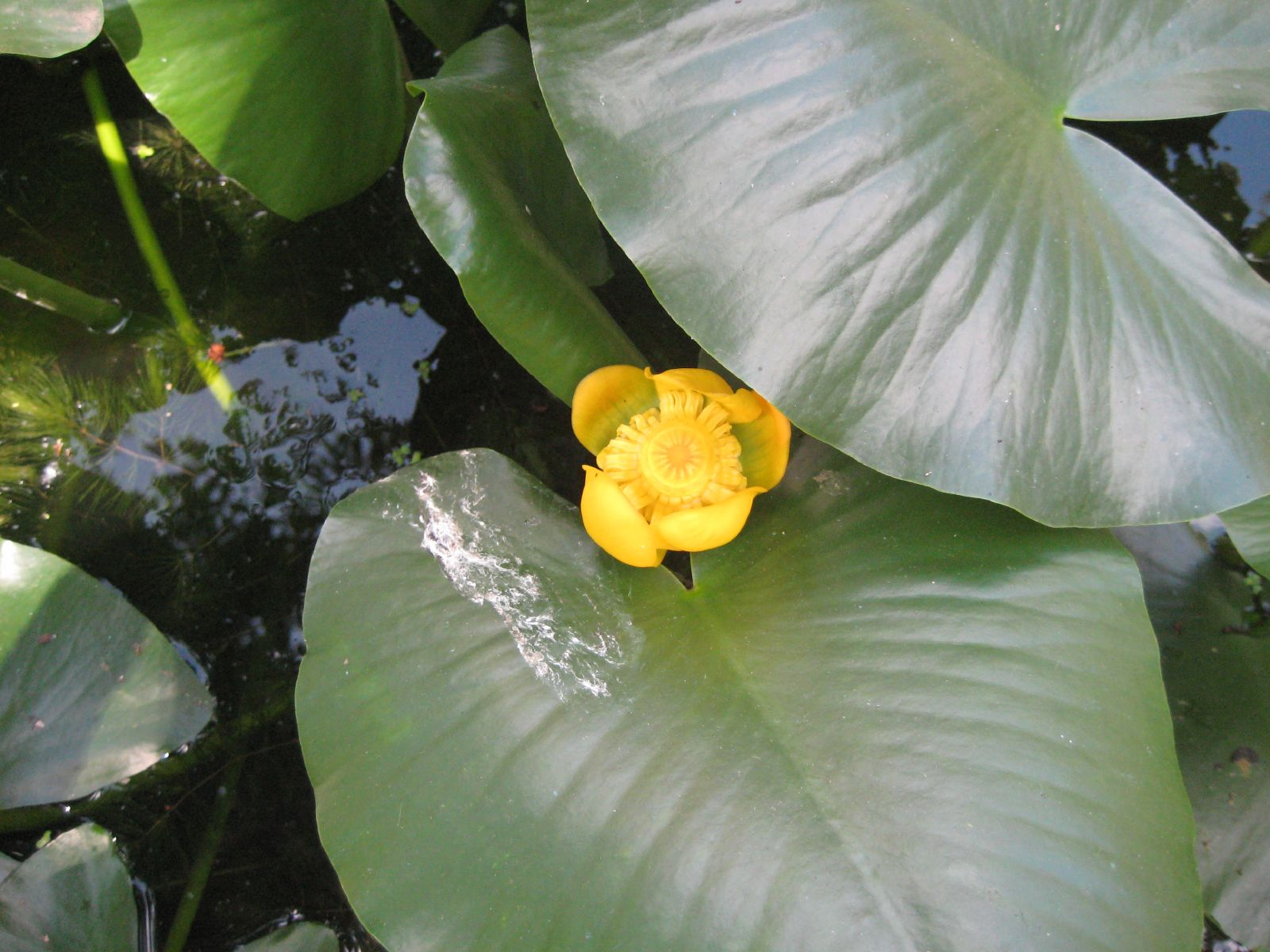
Nuphar advena

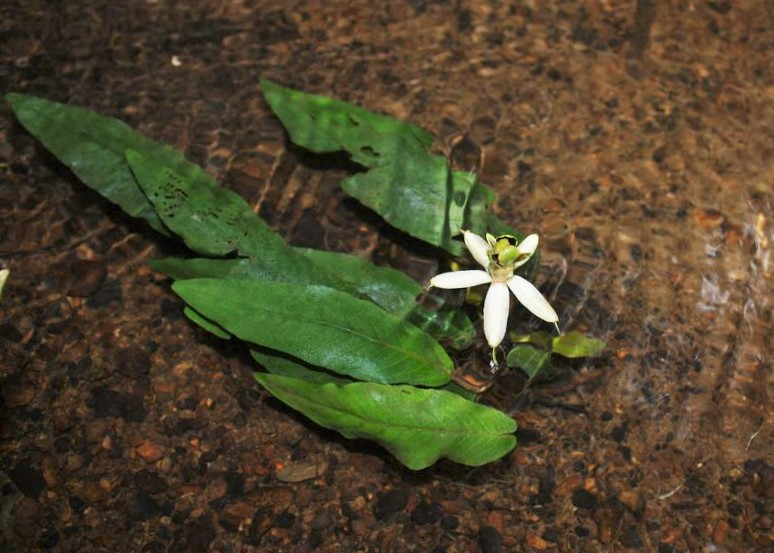
Barclaya longifolia

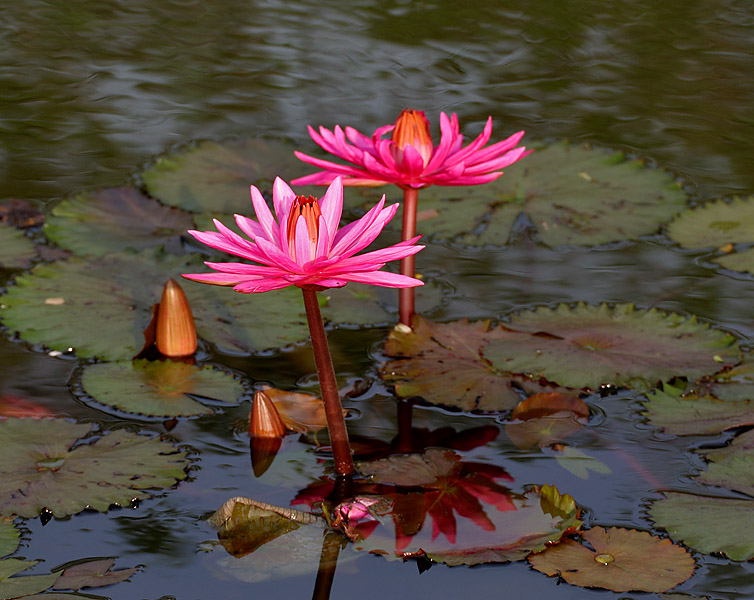
Nymphaea pubescens

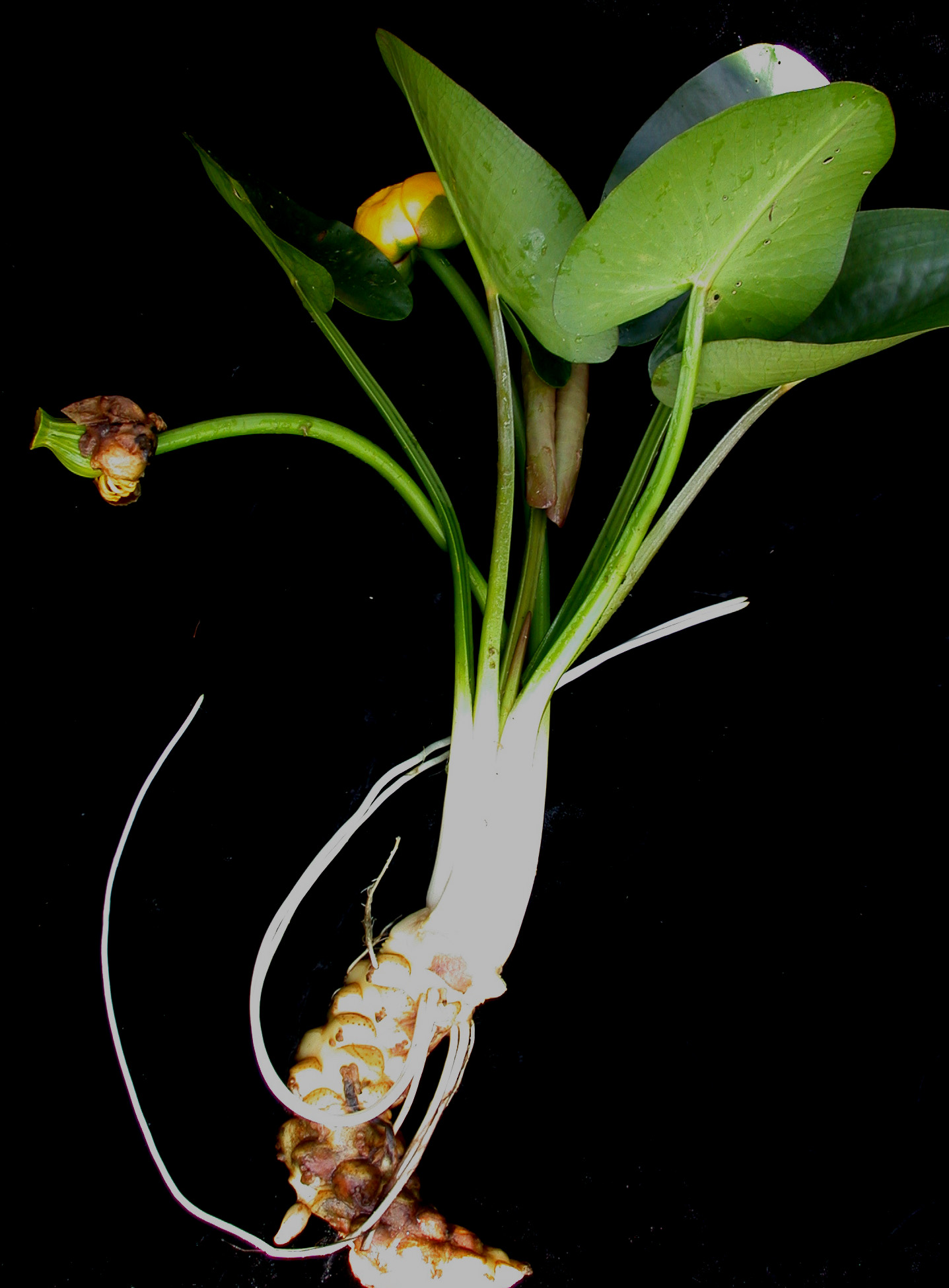
Flores e frutos de Nuphar variegata.

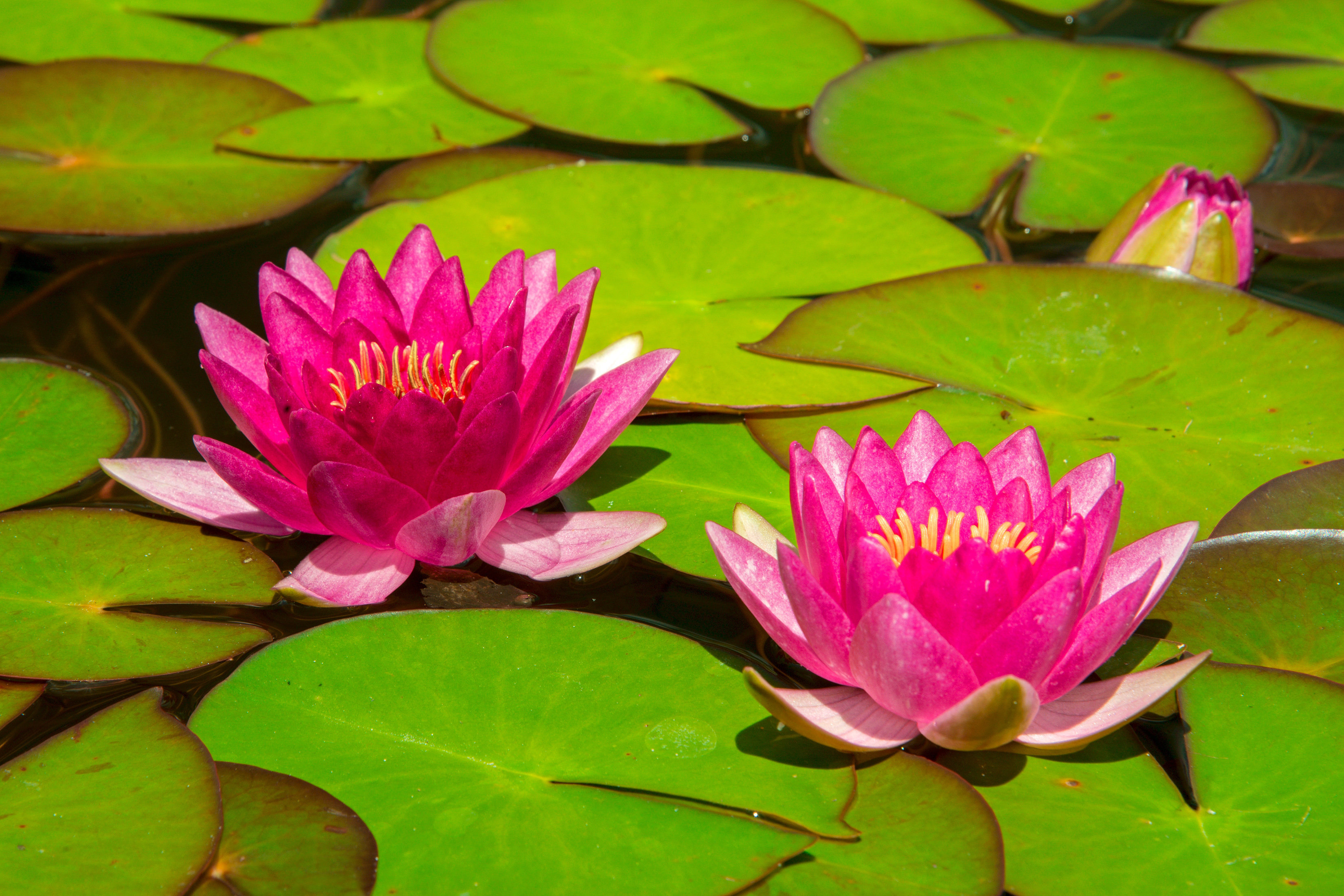
Nenúfares em Ontario, Canadá.

Nymphaeaceae é uma família de angiospermas basais da ordem Nymphaeales que agrupa cerca de 70 espécies distribuídas por 5 géneros, incluindo as plantas aquáticas comummente conhecidas por nenúfares. São plantas aquáticas herbáceas, rizomatosas, com distribuição natural nas águas lênticas das regiões de clima temperado e tropical de todo o mundo, onde os géneros Nuphar, Nymphaea e Victoria são utilizados como plantas ornamentais. A família é o grupo irmão do clado que inclui as famílias Cabombaceae e Hydatellaceae.

## Descrição
Os membros da família Nymphaeaceae são plantas aquáticas, perenes, rizomatosas, com folhas e flores flutuantes, das quais a maior é a vitória-régia, que ocorre no rio Amazonas. As folhas são redondas, com um entalhe radial em Nymphaea e Nuphar, mas totalmente circulares nos géneros Victoria e Euryale.
Apesar de serem plantas aquáticas, com folhas e flores a flutuar ou a emergir da superfície, os membros desta família  necessariamente enraízam na vasa e outros sedimentos que recobrem o fundo das massas de água. 
Muitas espécies de Nymphaeaceae, principalmente do género Nymphaea, apresentam flores grandes e vistosas, com diferenciação limitada no perianto (órgãos florais externos), mas ainda assim com órgãos masculinos e femininos distintos e aromas e cores diversas, semelhantes às mesangiospermas.
Os tecidos destas plantas são ricos em ácido elágico e o ácido gálico.

### Morfologia
As Nymphaeaceae são ervas aquáticas, rizomatosas. A família é ainda caracterizada pela presença de feixes vasculares dispersos no caule e pela ocorrência frequente de látex, geralmente com esclereídes distintas, estreladas e ramificadas, que se projectam nos canais de ar. Os tricomas são simples, geralmente produzindo mucilagem espessa.
Hábito e folhas
A maioria das espécies da família Nymphaeaceae são plantas persistentes, raramente anuais, herbáceas. São todas plantas aquáticas ancoradas no fundo da água com raízes adventícias, com rizomas rasteiros ou erectos, ramificados ou não ramificados, que podem ser bulbosos e espessos, como órgãos de sobrevivência, formando estolhos em algumas espécies. A rizoderme é dividida em células longas e curtas. Não existe crescimento secundário em espessura. Possuem feixes vasculares dispersos sem câmbio e sem traqueias. Os plastídeos dos tubos crivosos não possuem cristalóides proteicos. Uma seiva leitosa está presente nas plantas. Câmaras de ar muito distintas estão presentes nas partes vegetativas da planta.
Ocorrem folhas submersas e flutuantes. As folhas alternadas e dispostas em espiral, ocasionalmente verticiladas, são simples e pedunculadas. A lâmina simples da folha é frequentemente em forma de coração ou circular, em forma de escudo (peltada) e reticulada. A margem da folha é lisa ou com dentes espinhosos. Podem estar presentes estípulas. As folhas submersas são inteiras a dentadas ou dissectas, com pecíolo curto a longo, com lâmina submersa, flutuante ou emergente, com venação palmada a pinada.
Estípulas estão presentes ou ausentes. As folhas superficiais estão ausentes durante o inverno e, por isso, os gases nas lacunas do rizoma entram em equilíbrio com os gases da água do sedimento. Os restos de pressão interna são representados pelos fluxos constantes de bolhas que surgem quando as folhas ascendentes sofrem ruptura na primavera.
Flores
As flores são solitárias, bissexuais, radiais, com um longo pedicelo e geralmente flutuantes ou elevadas acima da superfície da água, com feixes vasculares cingidos em receptáculos. Algumas espécies são protogínicas e são principalmente de polinização cruzada, mas devido ao facto de as fases masculina e feminina se sobreporem durante o segundo dia de floração, e porque é auto-compatível, a auto-fertilização é possível.
As flores apresentam 4-12 sépalas, que são distintas a conatas, imbricadas, e muitas vezes petaloides. As pétalas são inexistentes ouentão de 8 a numerosas, discretas a vistosas, muitas vezes fundidas com os estames. Os estames são 3 a numerosos, os mais internos por vezes representados por estaminódios. Os filamentos são distintos, livres ou adnados aos estaminódios petalóides, delgados e bem diferenciados das anteras a laminares e pouco diferenciados das anteras. Os grãos de pólen são geralmente monossulcados ou sem aberturas. Os carpelos são de 3 a numerosos, distintos ou conatos.
As partes feminina e masculina da flor estão normalmente activas em alturas diferentes, para facilitar a polinização cruzada, embora esta seja apenas uma das várias estratégias reprodutivas utilizadas por estas plantas.
As flores são solitárias, dispostas lateralmente em hastes florais frequentemente longas, ao nível ou acima do nível da água; raramente florescem abaixo do nível da água. As flores, grandes, hermafroditas, mais ou menos radialmente simétricas, são frequentemente perfumadas. As pétalas estão parcialmente dispostas de forma helicoidal (acíclica). As pétalas podem transformar-se continuamente em nectários e estes em estames. O perianto é geralmente constituído por dois verticilos. As 5 ou 20 a 50 sépalas livres, geralmente verdes, podem ser semelhantes a uma corola (no género Nuphar). As cinco (Nuphar) ou 15 a 50 pétalas são amarelas ou brancas, passando pelo cor-de-rosa até ao púrpura e azul; raramente estão ausentes. Existem 40 a 80 estames livres, em desenvolvimento centrípeto, dispostos em espiral, dos quais 11 a 20 podem ser estaminódios (com escamas formadoras de nectários em Nuphar). Os estames são largos a finos. As anteras são tetrasporangiadas e pode estar presente um apêndice conjuntivo. Os 5 a 35 folíolos superiores a semi-inferiores de folhas frutíferas (carpelos) estão parcial ou completamente fundidos. Existem de 10 a 100 óvulos por carpelo. Os estigmas assentam diretamente, isto é, na maior parte das vezes sem pistilos, de forma circular, sobre um disco.
As flores estão abertas durante o dia ou durante a noite, consoante a espécie. A polinização]] é efectuada por insectos (principalmente coleópteros (entomofilia).
Frutos e sementes
O fruto é um agregado de nozes, uma baga ou uma cápsula esponjosa carnuda irregularmente deiscente. As sementes são frequentemente ariladas, mais ou menos desprovidas de endosperma.
Os frutos são carnudos, frequentemente rodeados pelas pétalas, são semelhantes a bagas e contêm algumas a muitas sementes. Os frutos, muitas vezes embutidos no recetáculo carnudo, abrem-se geralmente por inchaço da mucilagem interna. As sementes têm um pequeno endosperma e geralmente um arilo. O embrião é relativamente pequeno. As sementes de muitas espécies podem flutuar devido a bolsas de ar no arilo e na parede da semente. Formam-se dois cotilédones carnudos (cotilédones).
Hábito e morfologia geral
- Ervas perenes, raramente anuais, aquáticas, com rizomas horizontais ou verticais.
- Folhas alternas, espiraladas, opostas, simples, largamente pecioladas, flutuantes, submersas ou emergidas, podendo apresentar venação peninérvea, com ou sem estípulas.
- Flores complexo-verticiladas, bissexuais, grandes, axiais ou não, solitárias, com pedúnculo largo e geralmente emersas. Gineceu sincárpico.
- Pólen de tipos muito variados, variável entre géneros e espécies, exina ausente, endexina lamelada.
- Fruto em bagos esponjosos.
- Sementes numerosas, de ovoides a subovoides.

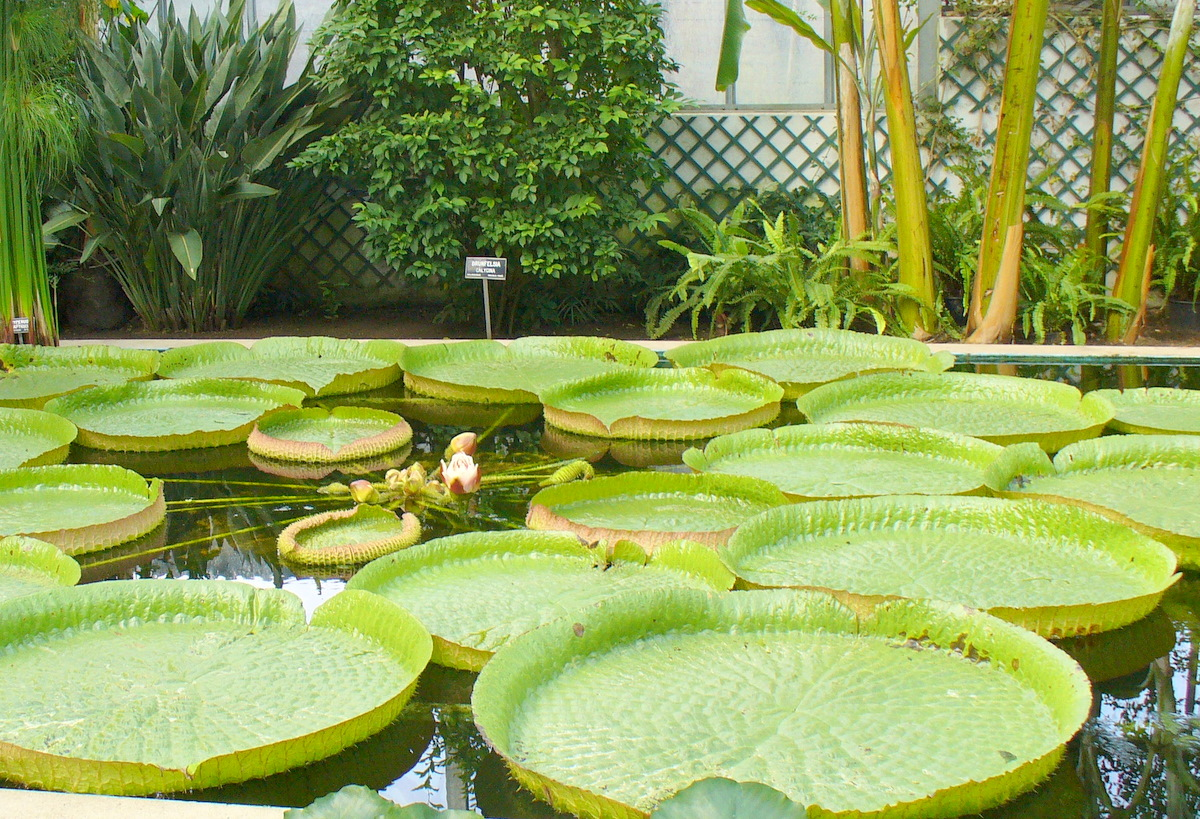
Hábito e grandes folhas flutuantes de Victoria amazonica.
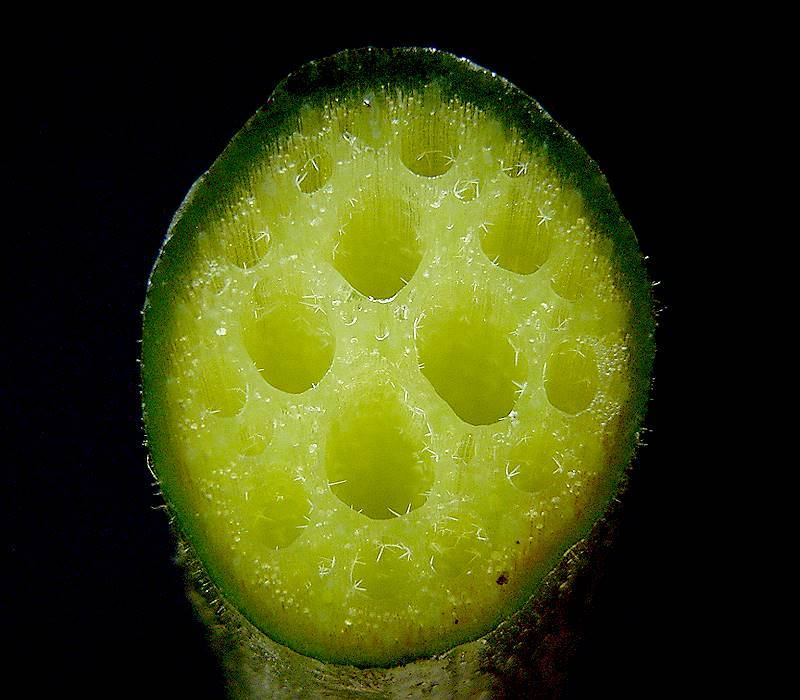
Corte mostrando as câmaras de ar do pecíolo de uma Nymphaea.
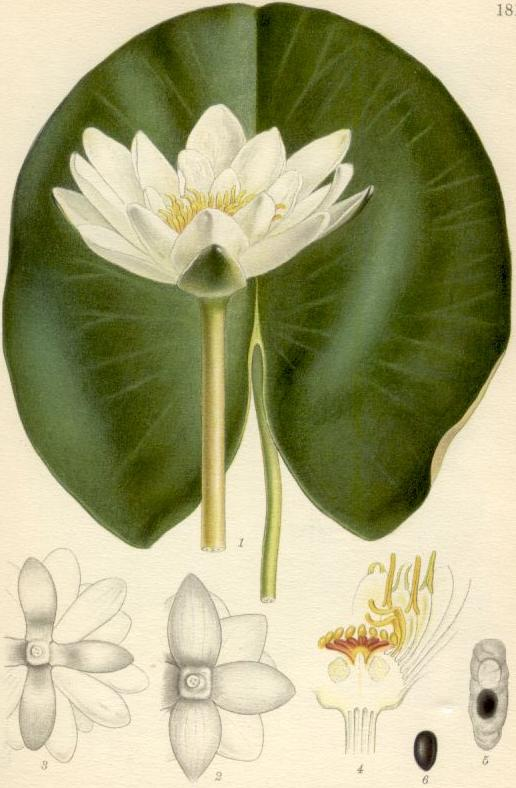
Ilustração botânica mostrando a morfologia de Nymphaea alba.
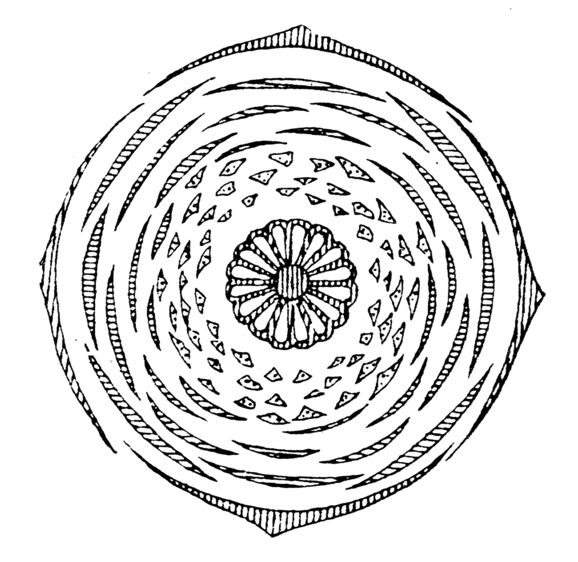
Diagrama floral de Nymphaea.

### Registo fóssil
São conhecidas várias espécies fósseis, incluindo representantes de Nymphaea do Cretáceo, bem como géneros fósseis como Jaguariba do Cretáceo do Brasil, Allenbya do Ypresiano da Colúmbia Britânica, e Notonuphar do Eoceno da Antarctica.

## Filogenia e taxonomia
Nymphaeaceae, a família dos nenúfares, é uma família de plantas aa ordem Nymphaeales que na sua presente circunscrição taxonómica agrupa 58 (a 75) espécies em cinco géneros (se Ondinea Hartog, 1970 for considerado como parte de Nymphaea). Nymphaeaceae é uma das famílias menos diversificadas de plantas com sementes. As Nymphaeaceae são plantas de água doce que apenas estão ausentes das zonas climáticas polares. A família Nymphaeaceae tem sido sistematicamente investigada por décadas visto que os botânicos até ao advento da biologia molecular consideraram que a sua morfologia floral representava um dos grupos mais antigos de angiospermas.
Assim, as Nymphaeaceae são um clado de plantas bem estudado porque as suas flores grandes com múltiplas partes não especializadas foram inicialmente consideradas como representando o padrão floral das primeiras plantas com flor, e estudos genéticos posteriores confirmaram a sua posição evolutiva como angiospérmicas basais. 
Análises da morfologia floral e das características moleculares, e comparações com um táxon irmão, a família Cabombaceae, indicam, no entanto, que as flores dos nenúfares extantes com mais partes florais são mais derivadas do que os géneros com menos partes florais. Os géneros com mais partes florais, Nuphar, Nymphaea e Victoria, têm um síndrome de polinização que aponta para a polinização por coleópteros (cantarofilia), enquanto que os géneros com menos partes são polinizados por moscas (miofilia e sapromiofilia) ou por abelhas (melitofilia), ou são então são autopolinizados ou polinizados pelo vento. Assim, o grande número de órgãos florais relativamente não especializados nas Nymphaeaceae não é uma condição ancestral para o clado.
Análises realizadas pelo Angiosperm Phylogeny Group confirmam que Nymphaeales está ligada a um nó basal na árvore filogenética das plantas com flor. Em complemento, as Nymphaeaceae são mais diversificadas e apresentam distribuição mais ampla do que alguns outros grupos ligados a nós basais.
O sistema APG IV coloca a família Nymphaeaceae na ordem Nymphaeales, o segundo grupo de angiospérmicas a divergir após Amborella, no mais globalmente aceite sistema de classificação vegetal de plantas com flor.

### Filogenia
O uso da datação molecular para avaliar a separação do clado Nymphaeaceae de diferentes grupos de plantas aquáticas filogeneticamente relacionadas permitiua apontar para uma ocorrência próximo de 147 a 185 milhões de anos atrás, com um evento de duplicação de genoma inteiro (WGD ou paleopoliploidia) no mesmo nível de tempo. Um número significativo de genes críticos para o desenvolvimento das flores está presente neste evento de poliploidia.
A comparação evolutiva do genoma das Nymphaeaceae com os genomas de Amborella, outras angiospermas e algumas gimnospermas, confirmou a posição de Amborella, que atribui alguns atributos às gimnospermas, como a mais pontual das angiospermas vivas atualmente para se isolar de outras plantas com flores. As Nymphaeaceae foram o próximo ramo a divergir de um terceiro ramo (Austrobaileyales, que incorpora Illicium verum, o anis-estrelado) e um quarto grupo enorme chamado mesangiospermas, que contém mais de 99% das plantas vivas.
As Nymphaeaceae foram investigadas sistematicamente durante décadas porque os botânicos consideravam que a sua morfologia floral representava um dos primeiros grupos de angiospérmicas. Análises genéticas modernas efectuadas por investigadores do Angiosperm Phylogeny Group confirmaram a sua posição basal entre as plantas com flor.
Para além disso, as Nymphaeaceae são geneticamente mais diversas e geograficamente mais dispersas do que outras angiospérmicas basais. As Nymphaeaceae estão inseridas na ordem Nymphaeales, que é o segundo grupo divergente de angiospérmicas depois de Amborella no sistema de classificação de plantas com flor mais amplamente aceite, o sistema APG IV. Com base nesses estudos foi possível construir o seguinte cladograma:

|  | \| \| Victoria \| \| \| \| \| \| Euryale \| \| \| \| |
|  |                                                      |
|  | Nymphaea                                             |
|  |                                                      |
|  | Victoria                                             |
|  |                                                      |
|  | Euryale                                              |
|  |                                                      |

|  | Victoria |
|  |          |
|  | Euryale  |
|  |          |

|  | \| \| Victoria \| \| \| \| \| \| Euryale \| \| \| \| |
|  |                                                      |
|  | Nymphaea                                             |
|  |                                                      |
|  | Victoria                                             |
|  |                                                      |
|  | Euryale                                              |
|  |                                                      |

|  | Victoria |
|  |          |
|  | Euryale  |
|  |          |

|  | \| \| Victoria \| \| \| \| \| \| Euryale \| \| \| \| |
|  |                                                      |
|  | Nymphaea                                             |
|  |                                                      |
|  | Victoria                                             |
|  |                                                      |
|  | Euryale                                              |
|  |                                                      |

|  | Victoria |
|  |          |
|  | Euryale  |
|  |          |

|  | \| \| Victoria \| \| \| \| \| \| Euryale \| \| \| \| |
|  |                                                      |
|  | Nymphaea                                             |
|  |                                                      |
|  | Victoria                                             |
|  |                                                      |
|  | Euryale                                              |
|  |                                                      |

|  | Victoria |
|  |          |
|  | Euryale  |
|  |          |

|  | \| \| Victoria \| \| \| \| \| \| Euryale \| \| \| \| |
|  |                                                      |
|  | Nymphaea                                             |
|  |                                                      |
|  | Victoria                                             |
|  |                                                      |
|  | Euryale                                              |
|  |                                                      |

|  | Victoria |
|  |          |
|  | Euryale  |
|  |          |

|  | \| \| Victoria \| \| \| \| \| \| Euryale \| \| \| \| |
|  |                                                      |
|  | Nymphaea                                             |
|  |                                                      |
|  | Victoria                                             |
|  |                                                      |
|  | Euryale                                              |
|  |                                                      |

|  | Victoria |
|  |          |
|  | Euryale  |
|  |          |

|  | \| \| Victoria \| \| \| \| \| \| Euryale \| \| \| \| |
|  |                                                      |
|  | Nymphaea                                             |
|  |                                                      |
|  | Victoria                                             |
|  |                                                      |
|  | Euryale                                              |
|  |                                                      |

|  | Victoria |
|  |          |
|  | Euryale  |
|  |          |

|  | \| \| Victoria \| \| \| \| \| \| Euryale \| \| \| \| |
|  |                                                      |
|  | Nymphaea                                             |
|  |                                                      |
|  | Victoria                                             |
|  |                                                      |
|  | Euryale                                              |
|  |                                                      |

|  | Victoria |
|  |          |
|  | Euryale  |
|  |          |

### Taxonomia
Na sua presente circunscrição taxonómica a família contém 5 géneros, com cerca de 70 espécies validamente descritas.
Os principais géneros que integran Nymphaeaceae são: Barclaya, Euryale, Nuphar, Nymphaea e Victoria. O género Barclaya é por vezes classificada na sua própria família, Barclayaceae, com base no seu estendido tubo do perianto (sépalas e pétalas combinadas) que emerge no topo do ovário e por estames que são juntos na base. No entanto, estudos de filogenética molecular incluem-no na família Nymphaeaceae.
O género Ondinea foi recentemente colocado num clado junto com o género Nymphaea, por se ter demonstrado que era uma espécie morfologicamente aberrante de Nymphaea.
O género Euryale, do Leste da Ásia, e Victoria, da América do Sul, são géneros próximos apesar da sua distância geográfica, mas a sua relação com Nymphaea necessita de estudos adicionais.
A  flor-de-lótus (Nelumbo nucifera, anteriormente considerado uma Nymphaeaceae, é agora reconhecido como uma eudicotiledónea altamente modificada colocada na sua própria família Nelumbonaceae na ordem Proteales.

### Sistemática
A família Nymphaeaceae foi publicada em 1805 por Richard Anthony Salisbury em Annals of Botany (King & Sims), Volume 2, junho de 1805, p. 70. As famílias Barclayaceae H.L.Li, Euryalaceae J.Agardh e Nupharaceae A.Kerner eram anteriormente famílias independentes cujos géneros são agora atribuídos às Nymphaeaceae.
Na família Nymphaeaceae existem duas subfamílias com cinco géneros e 58 a 75 espécies:
- Subfamília Nupharoideae M. Ito (sin.: Nupharaceae A.Kerner): com apenas um género com 8-11 espécies:
  - Nuphar Sm.,[31] (sin.: Nymphozanthus Rich.): contém duas secções, com oito a onze espécies. Distribui-se no hemisfério norte no holárctico, bem como nas zonas subtropicais diretamente adjacentes.
- Subfamília Nymphaeoideae: com quatro géneros com cerca de 48 (a 60) espécies:
  - Barclaya Wall. (sin.: Hydrostemma Wall.): cerca de 8 espécies, distribuídas no Sudeste Asiático.
  - Euryale Salisb.: monotípica, com apenas:
    - Euryale ferox Salisb.:[31] ocorre desde Caxemira até Assam e China.

  - Nymphaea L.,[31] (sin.: Castalia Salisb., Leuconymphaea Kuntze):  dividida em dois grupos, cinco subgéneros e contém cerca de 40 (a 53) espécies. A sua distribuição é quase cosmopolita.
  - Victoria Lindl.:[31] as três únicas espécies distribuem-se na América do Sul.

### Barclayaceae
O género Barclaya foi por vezes classificado como uma família própria, Barclayaceae, com base num tubo de perianto alargado (sépalas e pétalas combinadas) que surge do topo do ovário e por estames que estão unidos na base. No entanto, os trabalhos de filogenética molecular incluem-na claramente em Nymphaeaceae,  já que qualquer outra solução seria parafilética em relação a esta família.
A família Barclayaceae H.L.Li foi proposta en 1955 pelo botânico chinês Hui-lin Li (李惠林, 1911–2002) como uma família de plantas angiospérmicas aquáticas primitivas, composta por um único género, Barclaya, com quatro espécies. O sistema APG II incluiu este géneros na família Nymphaeaceae, com base em critérios filogenéticos.

## Ecologia
A beleza das flores dos nenúfares levou à sua utilização generalizada como planta ornamental. A espécie Nymphaea mexicana, o nenúfar mexicano, nativa do Costa do Golfo da América do Norte, é plantada em todo o continente. Fugiu do cultivo e tornou-se espécie invasora em algumas áreas, como o Vale de San Joaquin, na Califórnia. Pode infestar massas de água de movimento lento e é difícil de erradicar. As populações podem ser controladas através do corte do crescimento superior. Também podem ser utilizados herbicidas para controlar as populações, como o glifosato e a fluridona.

## Etnobotânica

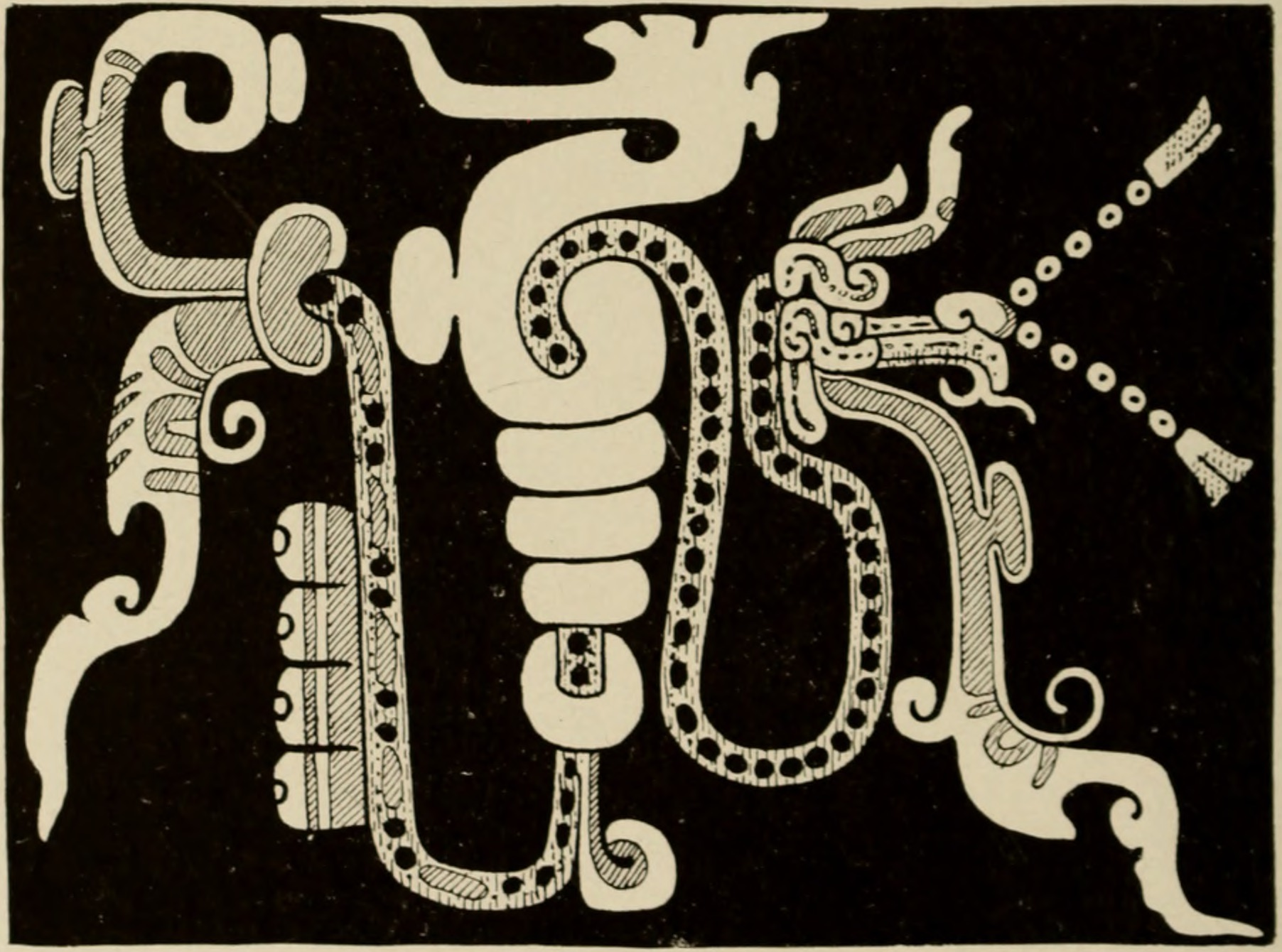
Iconografia maia com nenúfares.

### Usos
Algumas espécies, mas especialmente os híbridos, servem como plantas ornamentais em parques e jardins. Como planta de aquário utilizam-se as plantas avermelhadas de Barclaya longifolia e Barclaya motleyi. As flores de Nymphaea odorata são populares devido à sua forte fragrância, especialmente de manhã.
Em algumas espécies, as partes subterrâneas da planta são consumidas cruas ou cozinhadas, ou delas é extraído o amido (Nuphar advena, Nuphar japonicum, Nuphar lutea, Nuphar polysepala, Nuphar pumila, Nymphaea alba, Nymphaea odorata, Nymphaea tetragona e Nymphaea tuberosa). Nalgumas espécies, as sementes servem de alimento cru, cozinhado ou torrado em farinha (Nuphar advena, Nuphar lutea, Nuphar polysepala, Nuphar pumila, Nymphaea alba, Nymphaea odorata, Nymphaea tetragona e Nymphaea tuberosa). As folhas de Nuphar lutea, Nuphar pumila e Nymphaea odorata são consumidas cozinhadas ou, em algumas espécies, cruas. As flores de Nuphar lutea e Nuphar pumila são utilizadas para fazer uma bebida refrescante. As sementes torradas de Nymphaea alba são utilizadas como substituto do café. Os botões de flores de Nymphaea odorata são consumidos cozinhados como vegetais ou em conserva.
As propriedades medicinais de algumas espécies foram estudadas.

### Usos culturais
Médio Oriente e Ásia
A espécie Nymphaea nouchali, o lírio de água, é a flor nacional do Irão, Bangladexe e Seri Lanca. O emblema do Bangladesh contém um lírio a flutuar na água. É também a flor de nascimento do mês de julho.
A Nymphaeaceae, também designada por (nilufar abi em persa), pode ser vista em muitos relevos do Império Aqueménida (552 a.C.), como a estátua de Anaíta em Persépolis. A flor de lótus foi incluída no Derafsh de Cavé, o Ferreiro e, mais tarde, na bandeira do Império Sassânida Derafsh Kaviani. Atualmente, é conhecida como o símbolo do Calendário Solar Hijri iraniano.
O nenúfar ocupa um lugar especial na literatura Sangam e na poética Tamil, onde é considerado um símbolo da dor da separação; evoca imagens do pôr do sol, da costa marítima e do tubarão.
Europa
Os nenúfares, também conhecidos por Seeblätter, são uma carga da heráldica do Norte da Europa, frequentemente de cor vermelha (gules), e figuram na bandeira da Frísia e no brasão da Dinamarca (neste último caso, frequentemente substituídos por corações) vermelhos.
Os nenúfares foram retratados pelo artista francês Claude Monet (1840-1926) numa série de pinturas a que deu o nome de Les Nymphéas.

O emblema do cirurgião e obstetra de Napoleão, barão Antoine Dubois, (1756-1837).
Brasão de armas pessoal de Cyril Newall, 1.º barão Newall (1946)
Emblema nacional do Bangladesh (1972-presente)
Armas de Montederramo, Ourense.
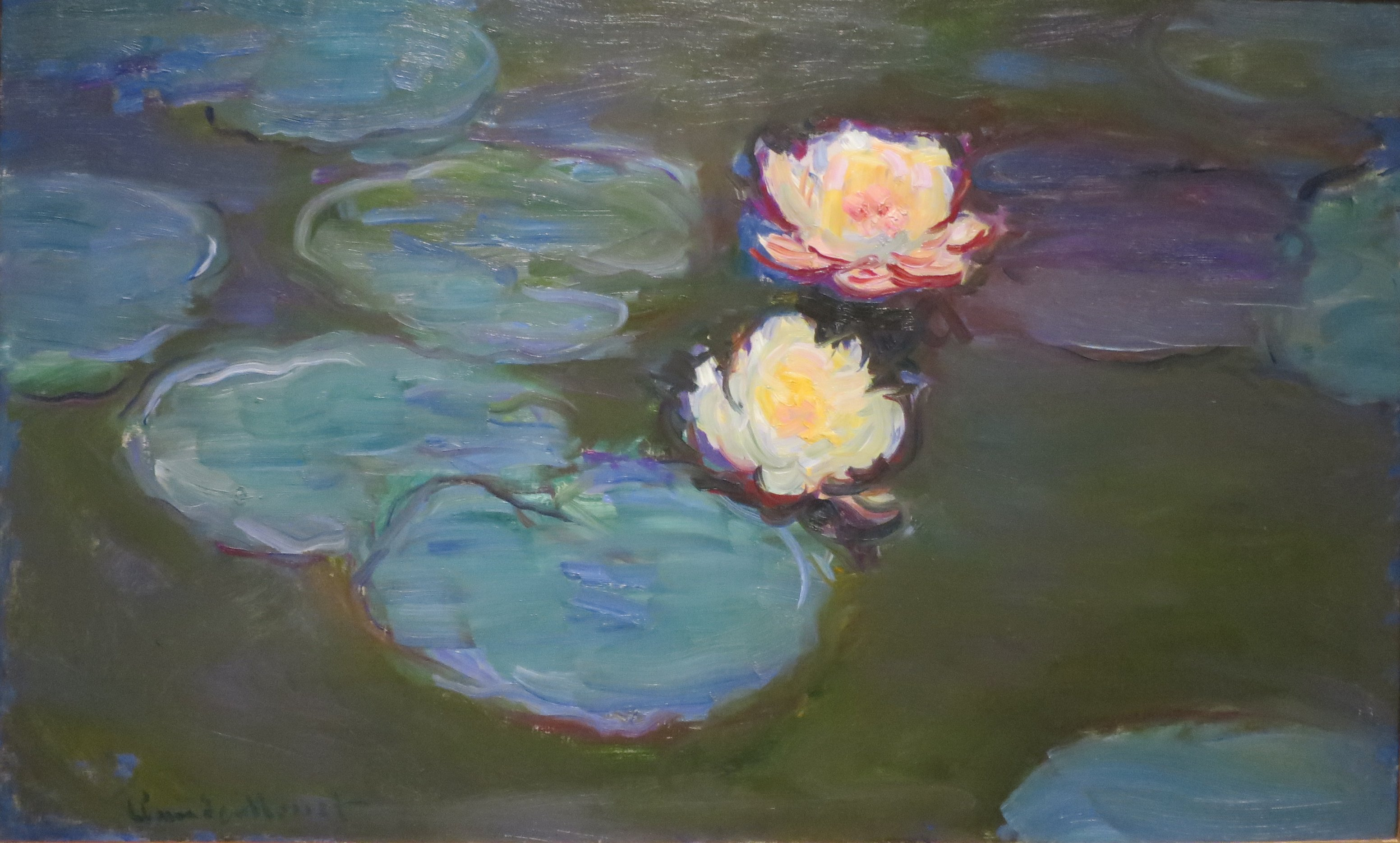
Um dos qudros da série Les Nymphéas de Claude Monet.

Civilização maia
A principal tarefa dos governantes maya na Mesoamérica pré-colombiana era obter água limpa e potável para os seus cidadãos durante as estações húmida e seca. O seu sucesso neste domínio foi o que lhes permitiu fazer crescer a sua política atraindo trabalhadores da estação seca. Para o efeito, construíram sistemas hídricos como reservatórios, recuperação de zonas húmidas e barragens e canais para captar e armazenar a água da chuva. Com os seus conhecimentos sobre a biosfera das zonas húmidas, transformaram reservatórios artificiais em biosferas de zonas húmidas. Uma das formas de verificar se os sistemas de água estavam a funcionar corretamente era ver se as Nymphaeaceae estavam a prosperar. Os nenúfares tornaram-se um sinal visual de limpeza da água, pelo que a elite maia começou a associar-se a estas flores.
Os maias começaram a utilizar a iconografia do nenúfar representada em estelas, na arquitetura monumental, em murais e na escrita hieroglífica.
Mesmo em povoações maias como Palenque, onde as principais fontes de água eram nascentes e riachos (locais onde os nenúfares não podem crescer), as flores eram predominantes nos seus registos iconográficos. Os aristocratas e as figuras religiosas maias usavam máscaras ou toucados durante os eventos de celebração que tinham nenúfares ou símbolos de nenúfares para parecerem deuses.
Há também evidências de que os nenúfares eram utilizados como enteógeno cultural. Algumas interpretações de cenas rituais desenhadas pelos Maias têm sido de sangue a ser extraído de partes do corpo perfuradas. No entanto, exames mais detalhados mostram que se trata de um líquido que flui diretamente das flores de nenúfar que estavam nas cabeças de certos deuses. É provável que os Maias ingerissem estas plantas para criar um estado de consciência não ordinário, o que faz sentido porque existe uma classe de alcalóides opiáceos nas Nymphaeaceae. No geral, estes exemplos mostram o quão importante esta forma específica de simbolismo da água era em toda a região Maia.

## Ocorrência no Brasil
A família Nymphaeaceae é nativa e possui 23 espécies de 2 gêneros (Nymphaea e Victoria), sendo que 6 dessas espécies são endêmicas no Brasil. Está presente em todos os biomas, entretanto há uma maior ocorrência na Mata Atlântica e na Amazônia. 

## Galeria

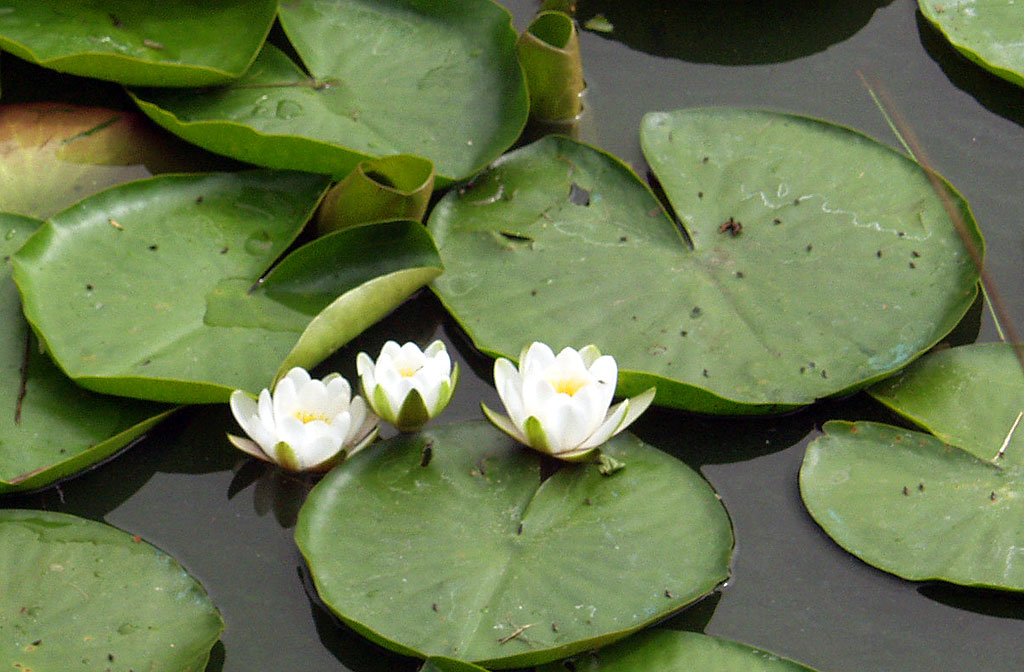
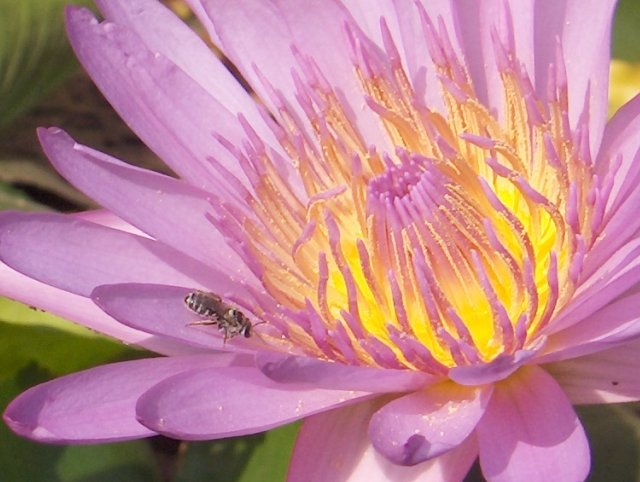
Um nenúfar polinizado por abelhas.
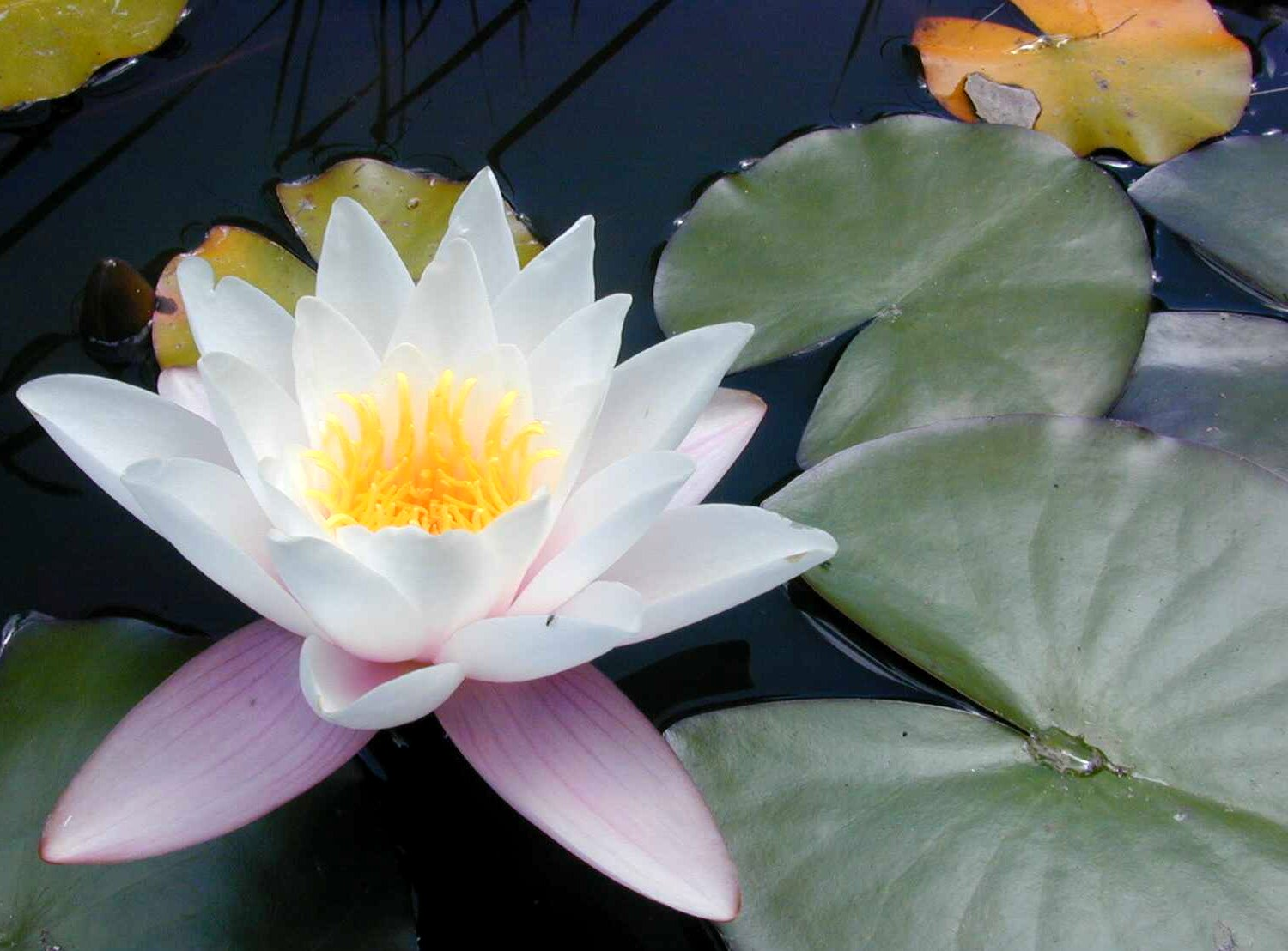
Nenúfares em Mombasa, Quênia.
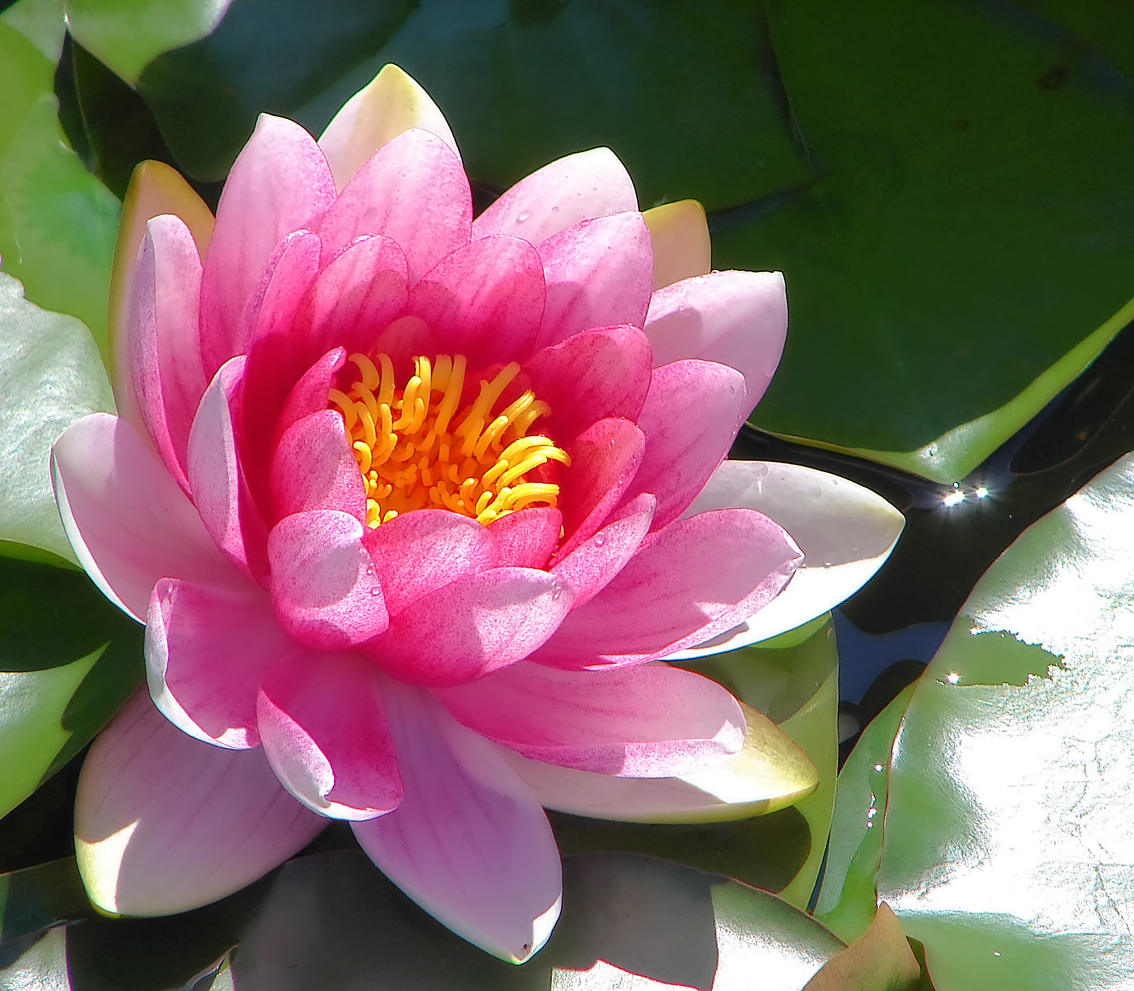
Um nenúfar rosa em Sydney, Austrália.
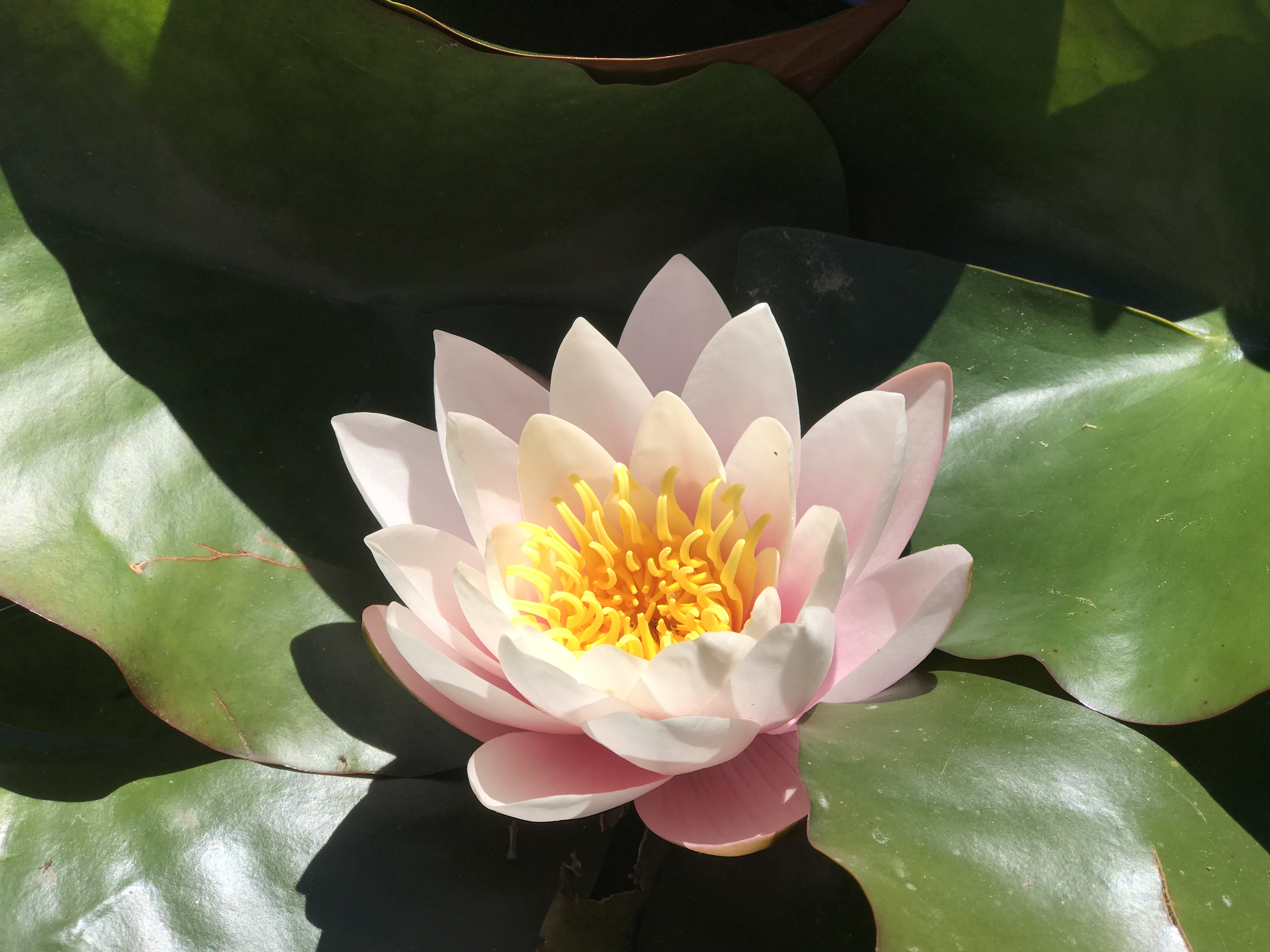

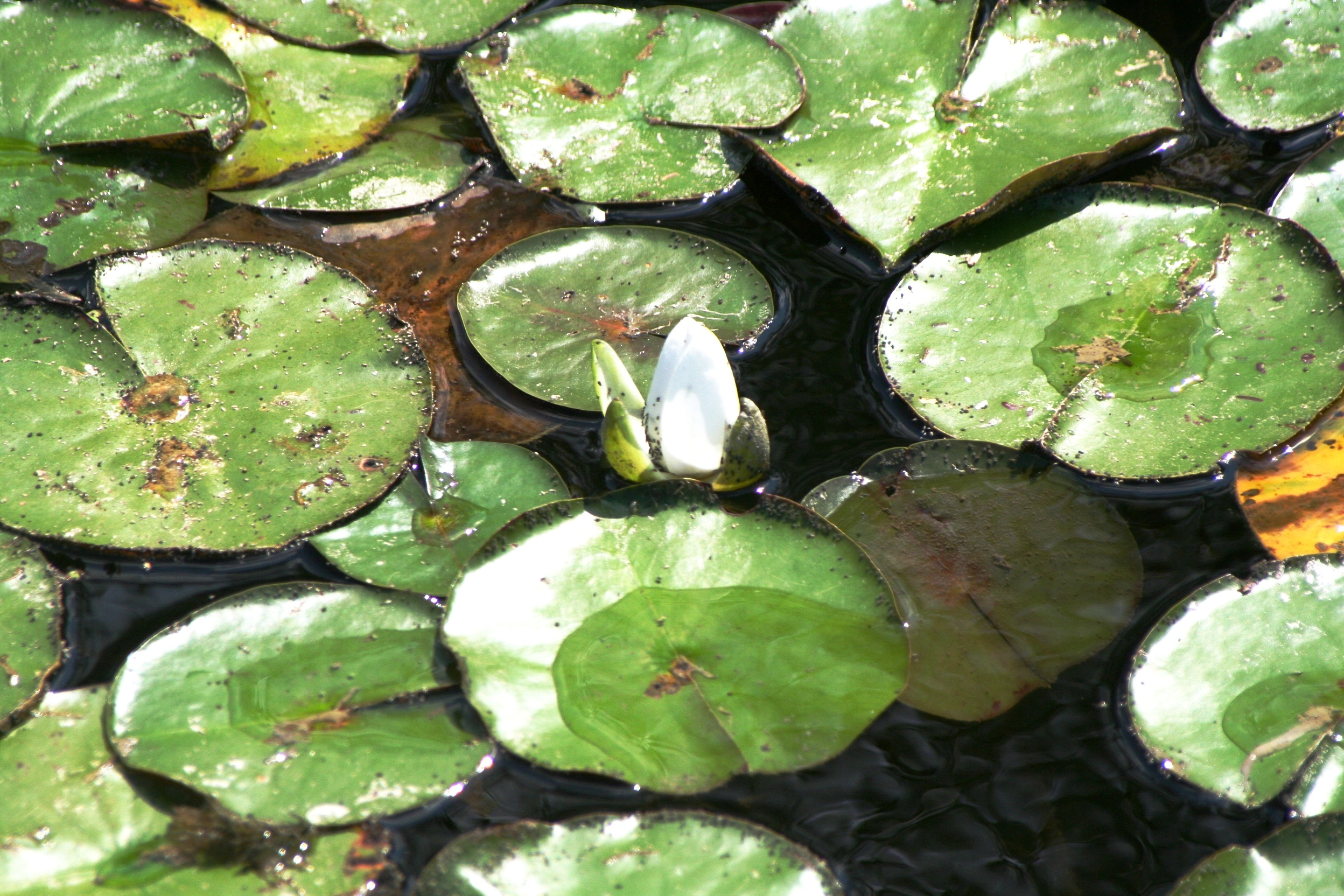
Nenúfares num lago de Toronto, Canada.
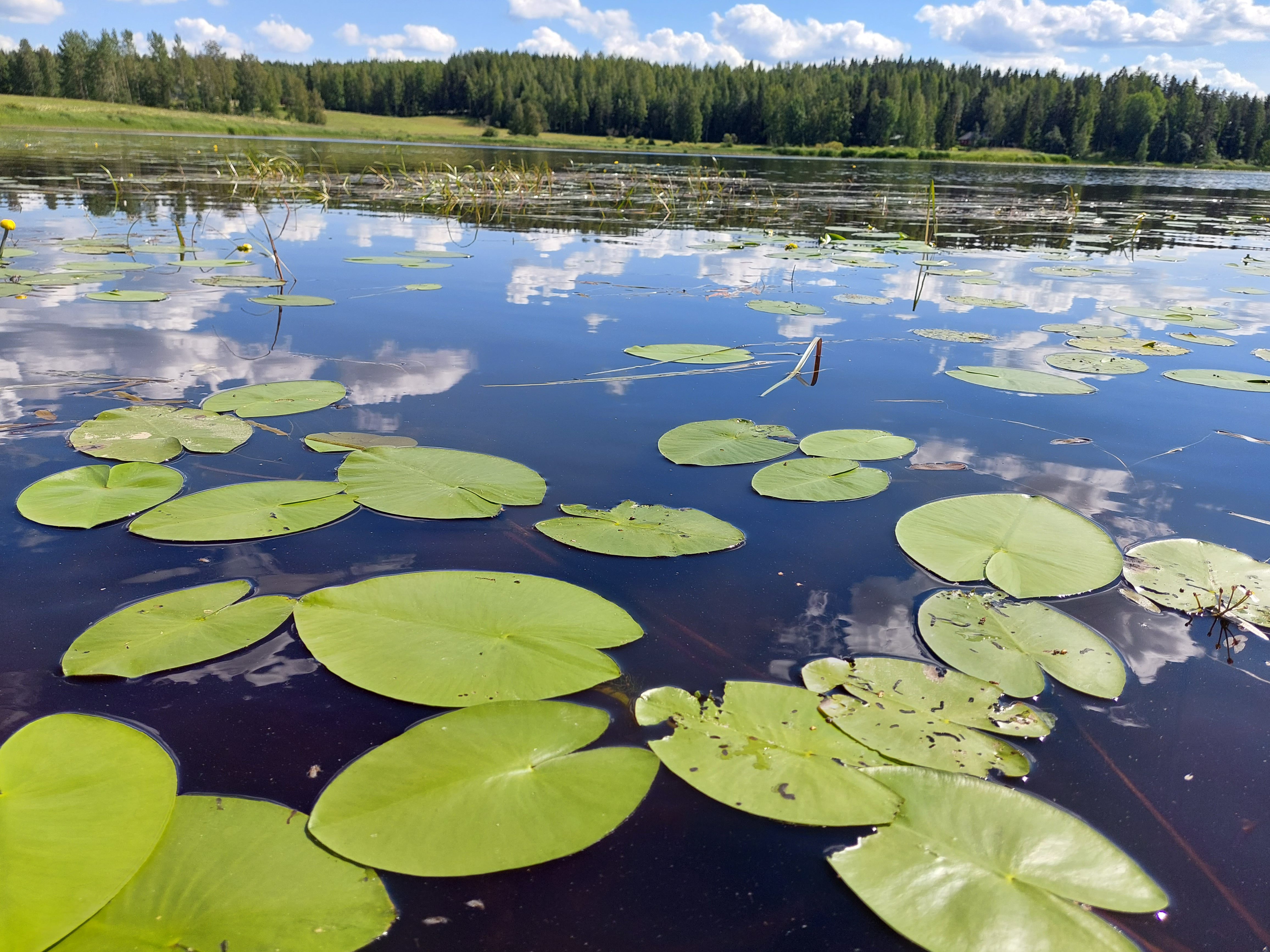
Nenúfares no rio Matkusjoki, em Iisalmi, Finlândia.
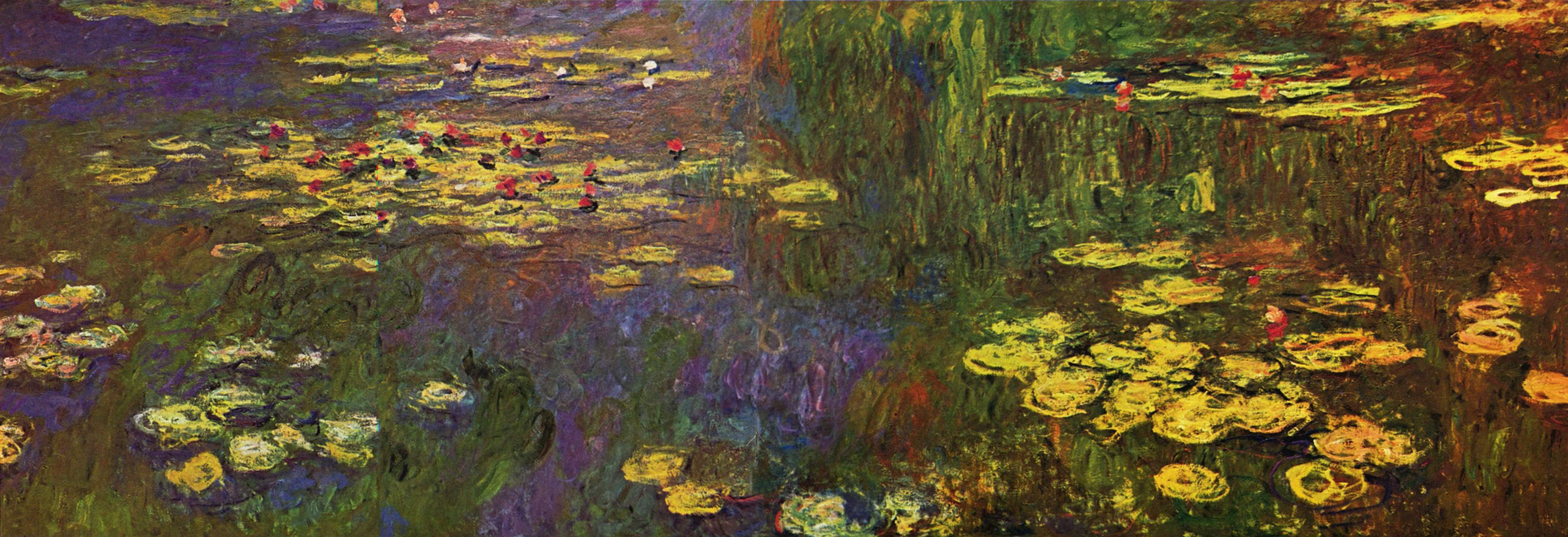
Um dos quadros de Claude Monet da série Les Nymphéas, 1920-1926, Musée de l'Orangerie
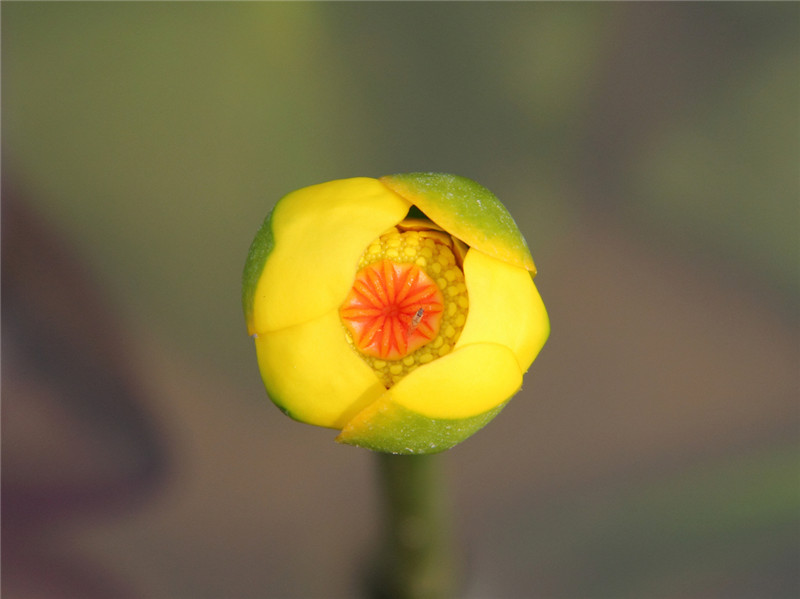
Nuphar pumilum na China.
- Vídeo time-lapse do florescimento de um nenúfar.
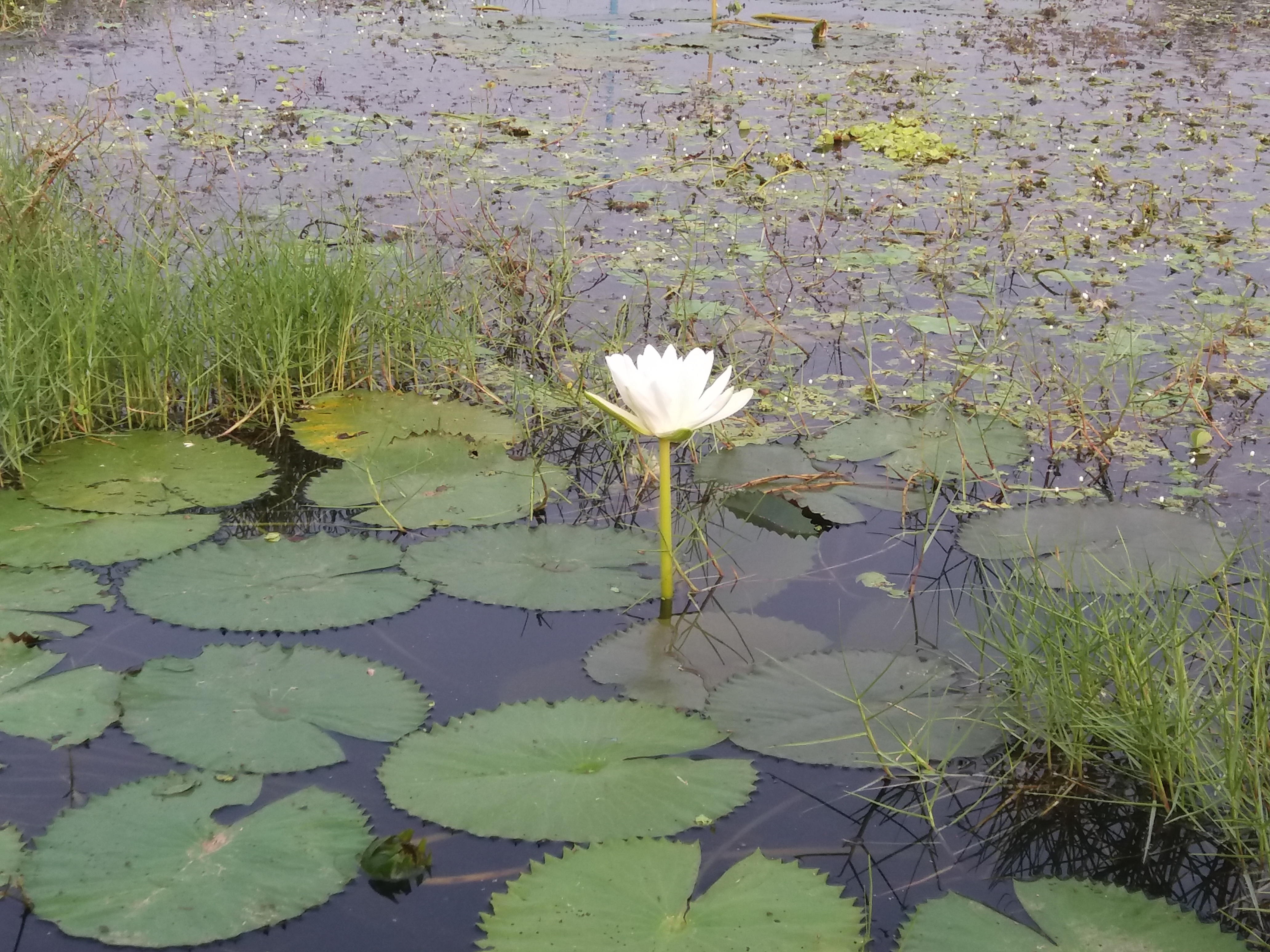
Nenúfares em Sankarpur (West Bengal)
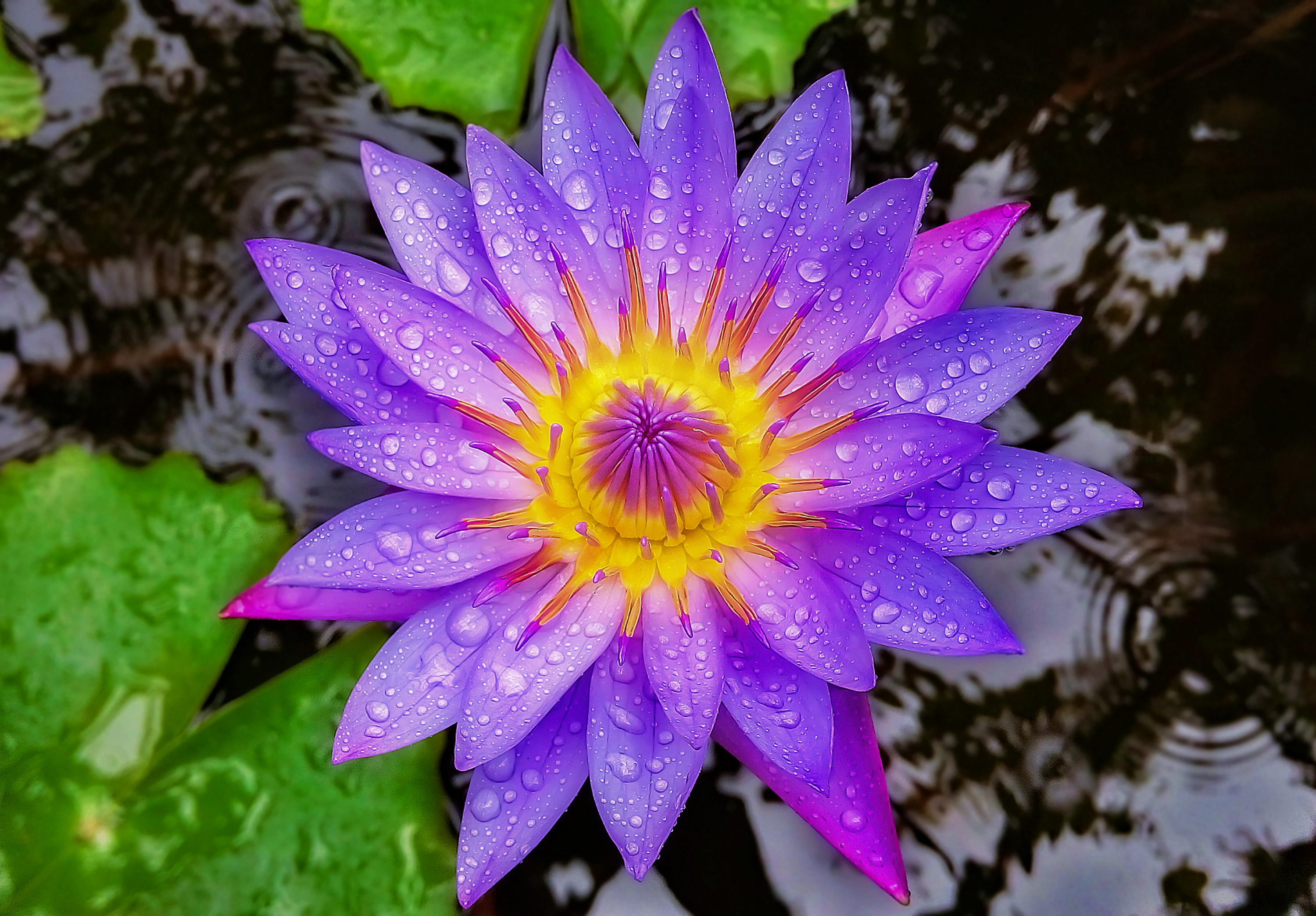
Nenúfar azul do Bangladesh
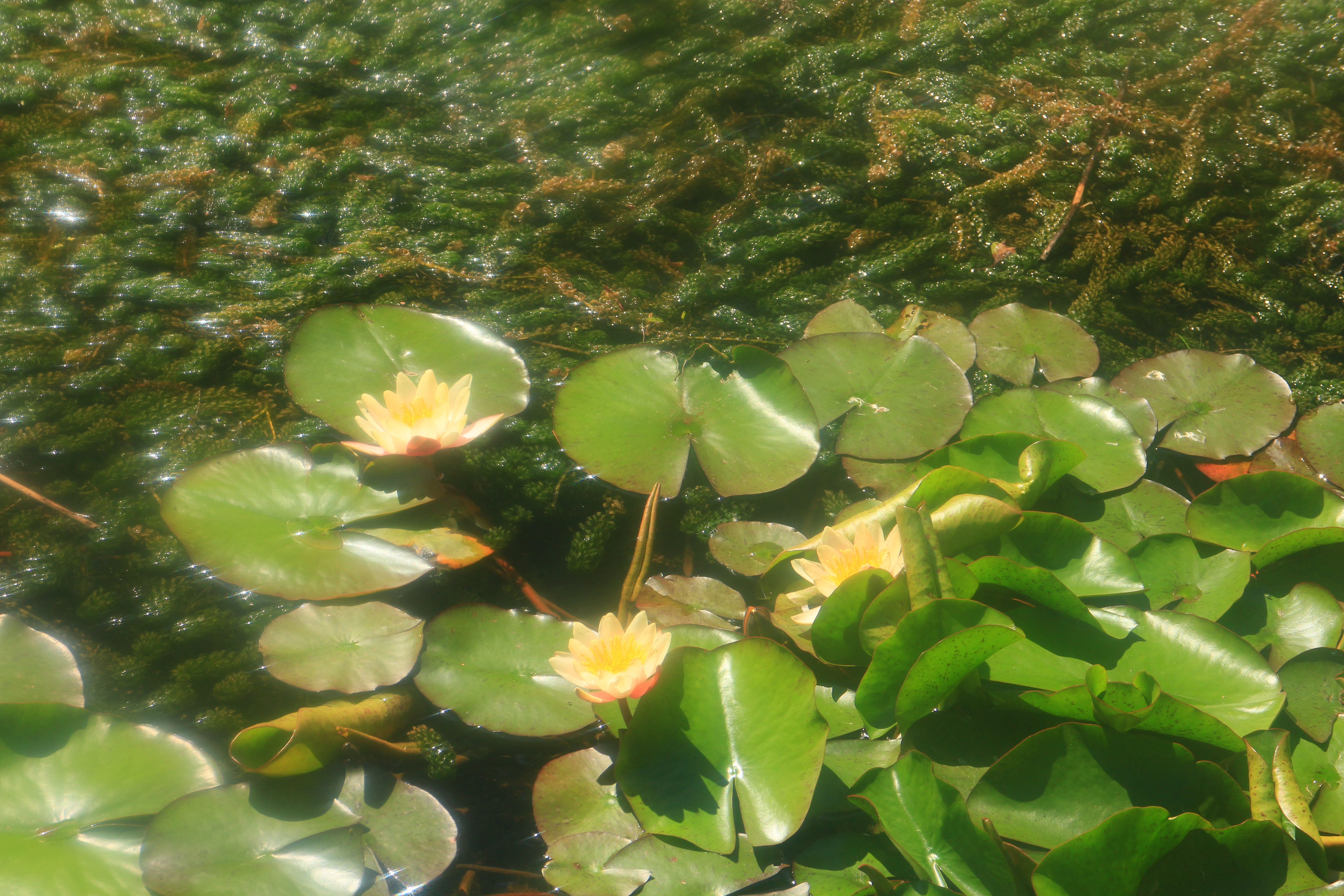
Nenúfares amarelos em Wales, 2021
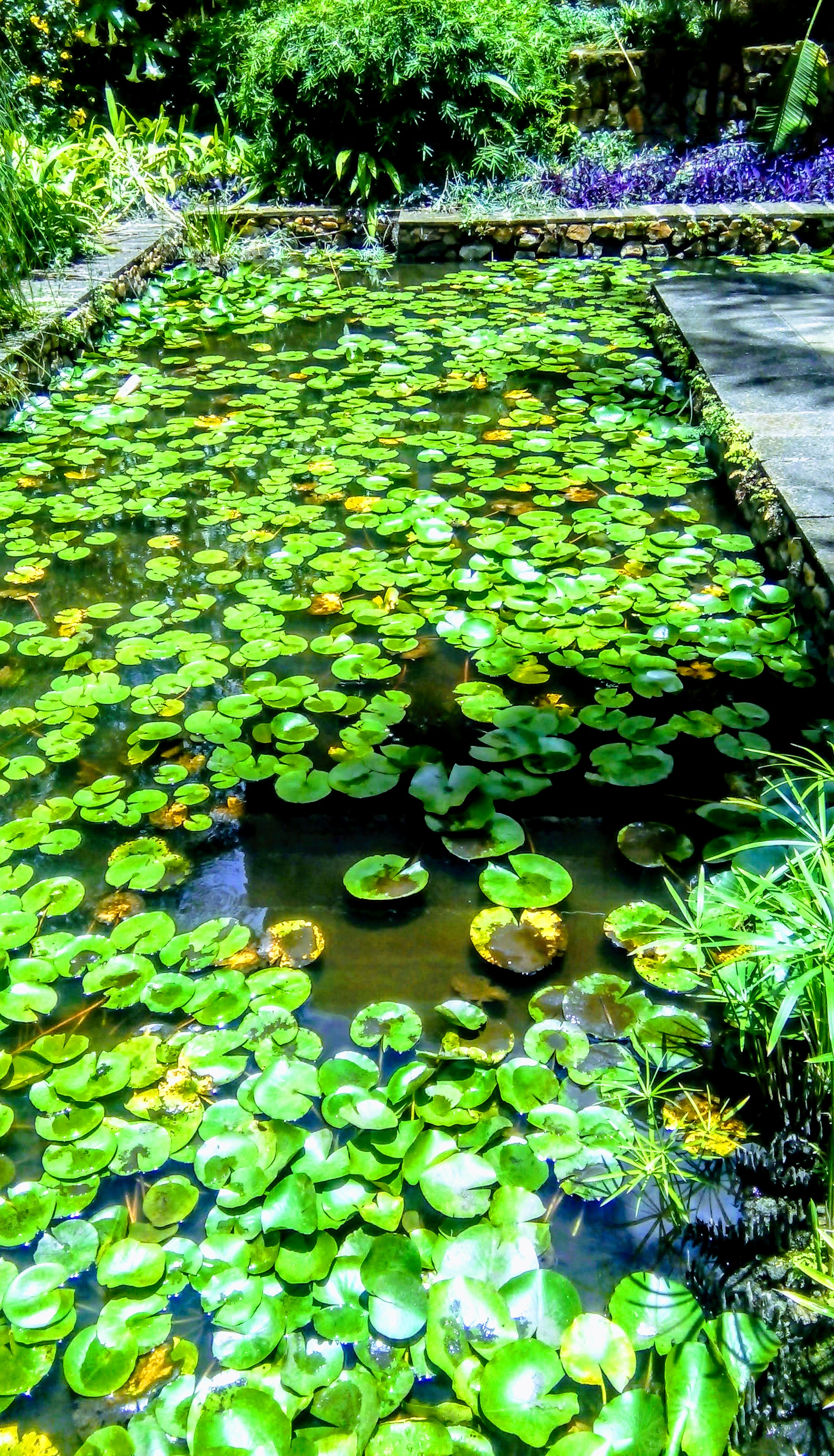
Nenúfares em Nairobi, Kenya